# Thestor aurantiaca
Thestor aurantiaca är en fjärilsart som beskrevs av Otto Staudinger 1901. Thestor aurantiaca ingår i släktet Thestor och familjen juvelvingar. Inga underarter finns listade i Catalogue of Life.